# Akord zawieszony
Akord zawieszony (akord sus, ang. suspended chord) to akord muzyczny, w którym tercja (wielka lub mała) jest pominięta i zastąpiona kwartą lub sekundą wielką. Brak tercji w akordzie powoduje powstanie brzmienia otwartego, natomiast dysonans między kwartą i kwintą lub sekundą i prymą powoduje napięcie. W notacji muzyki popularnej akordy zawieszone oznacza się symbolami „sus4” i „sus2”. Na przykład zawieszone akordy kwartowe i sekundowe zbudowane na C (C–E–G), zapisane są odpowiednio jako Csus4 i Csus2; składają się one odpowiednio z dźwięków C–F–G i C–D–G.
Audio playback is not supported in your browser. You can download the audio file.

## Analiza
Termin ten zapożyczono z kontrapunktowej techniki zawieszenia, w której nuta z poprzedniego akordu jest przenoszona do następnego akordu, a następnie rozwiązywana do tercji lub toniki. Jednak we współczesnym użyciu termin ten odnosi się jedynie do nut granych w danym momencie – dźwięk zawieszony niekoniecznie ulega rozwiązaniu i nie musi być „przygotowany” (czyli przetrzymywany) z poprzedniego akordu. W związku z tym w przypadku akordu Csus4 (C–F–G) F może rozwiązać się do E (lub Es dla c-moll), ale w muzyce rockowej i popularnej termin ten wskazuje tylko na strukturę harmoniczną; nie sugeruje, co jest przed akordzie lub po nim. Niemniej jednak przygotowanie kwarty nadal występuje w około połowie przypadków, przeważnie spotyka się również tradycyjne rozwiązanie kwarty. We współczesnym jazzie do brzmienia akordu można dodać tercję, pod warunkiem że jest ona powyżej kwarty.

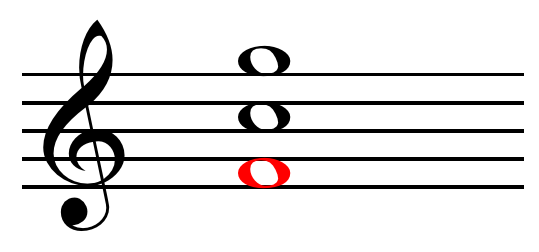
Pierwsza inwersja C^{sus4}, gdzie kwarta jest nutą basową.

Każdy akord zawieszony ma dwie inwersje. Akordy zawieszone sekundowe są inwersjami akordów zawieszonych kwartowych i odwrotnie. Na przykład Gsus2 (G–A–D) jest pierwszą inwersją Dsus4 (D–G–A), która z kolei jest drugą inwersją Gsus2 (G–A–D). Akordy sus2 i sus4 mają inwersje tworzące akordy kwartowe i kwintowe (A–D–G, G–D–A) z dwiema czystymi kwartami lub kwintami.
Septymy w akordach zawieszonych są „prawie zawsze septymami małymi” (7sus4), natomiast akord 9sus4 jest podobny do akordu undecymowego i może być zapisany jako taki. Na przykład C9sus4 (C–F–G–B–D) można zapisać jako C11 (C–G–B–D–F).

## Jazzowy akord zawieszony
Jazzowy akord zawieszony (akord 9sus4) to akord dominantowy nonowy z zawieszoną kwartą, występujący zwykle na piątym stopniu (dominancie) tonacji durowej. Funkcjonalnie można go zapisać jako V9sus4. Na przykład zawieszony akord jazzowy oparty na G, zapisywany jako G9sus4, składa się z dźwięków G–C–D–F–A.
Audio playback is not supported in your browser. You can download the audio file.
W porównaniu do podobnego pod innymi względami akordu dominantowego undecymowego, akord dominantowy 9sus4 zazwyczaj nie zawiera tercji. Taki akord może być postrzegany jak akord z ukośnikiem (ang. slash chord): G9sus4 bez kwinty (G–C–F–A) jest równoważny akordowi F/G (G–F–A–C). Można go również zapisać jako Dm7/G, co oznacza połączenie funkcji ii7 i V7 w jednym akordzie. Choć zawieszona kwarta nie zawsze jest rozwiązana do tercji, to jednak nuta ta nie jest zwykle określana jako undecyma, ponieważ akord ten pełni funkcję punktu kadencji dla toniki.
Możliwe jest również włączenie tercji do akordu zawieszonego, przeważnie powyżej kwarty (czyli w postaci decymy). Na przykład akord G9sus4 grany na pianinie może mieć prymę graną lewą reką, zaś nuty (od dołu do góry) C (zaweszoną kwartę), F, A oraz H (tercję) prawą ręką.
Fortepianowe wprowadzenie Reda Garlanda do utworu „Bye Bye Blackbird” z albumu Milesa Davisa „Round About Midnight” zawiera zawieszone akordy nonowe. W swojej książce Thinking in Jazz Paul Berliner opisuje szczegółowo, jak na bazie tego otwarcia rozwija się improwizacja.
Wraz z pojawieniem się jazzu modalnego w latach 60. XX wieku, akordy zawieszone zaczęły pojawiać się coraz częściej. Na przykład dominują w strukturze utworu Herbie'ego Hancocka z 1965 roku zatytułowanego „Maiden Voyage”. W swojej książce What to Listen For in Jazz Barry Kernfeld cytuje własne wyjaśnienie Hancocka dotyczące działania harmonii: „Zaczynasz od akordu septymowego z undecymą na dole – akordu septymowego z zawieszoną kwartą, a następnie ten akord przesuwa się o małą tercję... Nie ma żadnych kadencji; po prostu porusza się w kółko”. Kernfeld komentuje: „Tak więc oprócz powolnego rytmu harmonicznego, ta kompozycja zawiera akordy, które indywidualnie i zbiorowo unikają silnego wrażenia funkcji tonalnej”. Kernfeld podziwia sposób, w jaki „sprytnie niejednoznaczne akordy Hancocka celowo zaciemniają tożsamość” określonej tonacji. Roger Scruton uważa, że jazzowy akord sus w utworze „Maiden Voyage” otwiera „zupełnie nową perspektywę harmoniczną... ponieważ zaczynamy rozumieć akordy sus w tonice jako wspierające improwizacje w dominancie.

## Przykłady w muzyce popularnej
Akordy zawieszone są powszechnie spotykane w muzyce ludowej i popularnej. Ian MacDonald pisze o „rozdzierających serce zawieszeniach”, które charakteryzują harmonię utworu „The Long and Winding Road” z ostatniego albumu Beatlesów Let It Be (1970). MacDonald opisuje inną piosenkę Beatlesów „Yes It Is” jako charakteryzującą się „bogatym i niezwykłym ruchem harmonicznym” dzięki zastosowaniu zawieszenia.
Instrumentalny początek utworu „Reach Out I'll Be There ” (1966) zespołu The Four Tops zawiera akord E zawierający zawieszoną kwartę, po której następuje natychmiastowy akord e-moll.  Utwór Burta Bacharacha „The Look of Love ” w aranżacji Dusty’ego Springfielda (1967) rozpoczyna się wyraźnie słyszalnym zawieszeniem Dm7. Piosenka Carole King „I Feel the Earth Move” z jej albumu Tapestry (1971) zawiera akord B9sus4 na końcu frazy „mellow as the month of May”. Ostatni akord pierwszego łącznika w utworze „Every Breath You Take” zespołu The Police jest nierozwiązanym akordem zawieszonym, wstęp i refren w utworze „Venus” zespołu Shocking Blue zawierają po jednym nierozwiązanym akordzie zawieszonym, zaś wstęp w utworze „Make Me Smile” zespołu Chicago zawiera dwa różne akordy zawieszone bez tradycyjnego rozwiązania. Zwrotki utworu Champagne Supernova (1996) zespołu Oasis w całości bazują na akordzie Asus2.

## Przykłady w muzyce klasycznej
Przykłady akordów zawieszonych można znaleźć w poniższych utworach (zwykle w powiązaniu z nutami pedałowymi).
Postludium fortepianowe do pieśni „Ich grolle nicht” z cyklu pieśni Roberta Schumanna „Dichterliebe” z 1844 r.

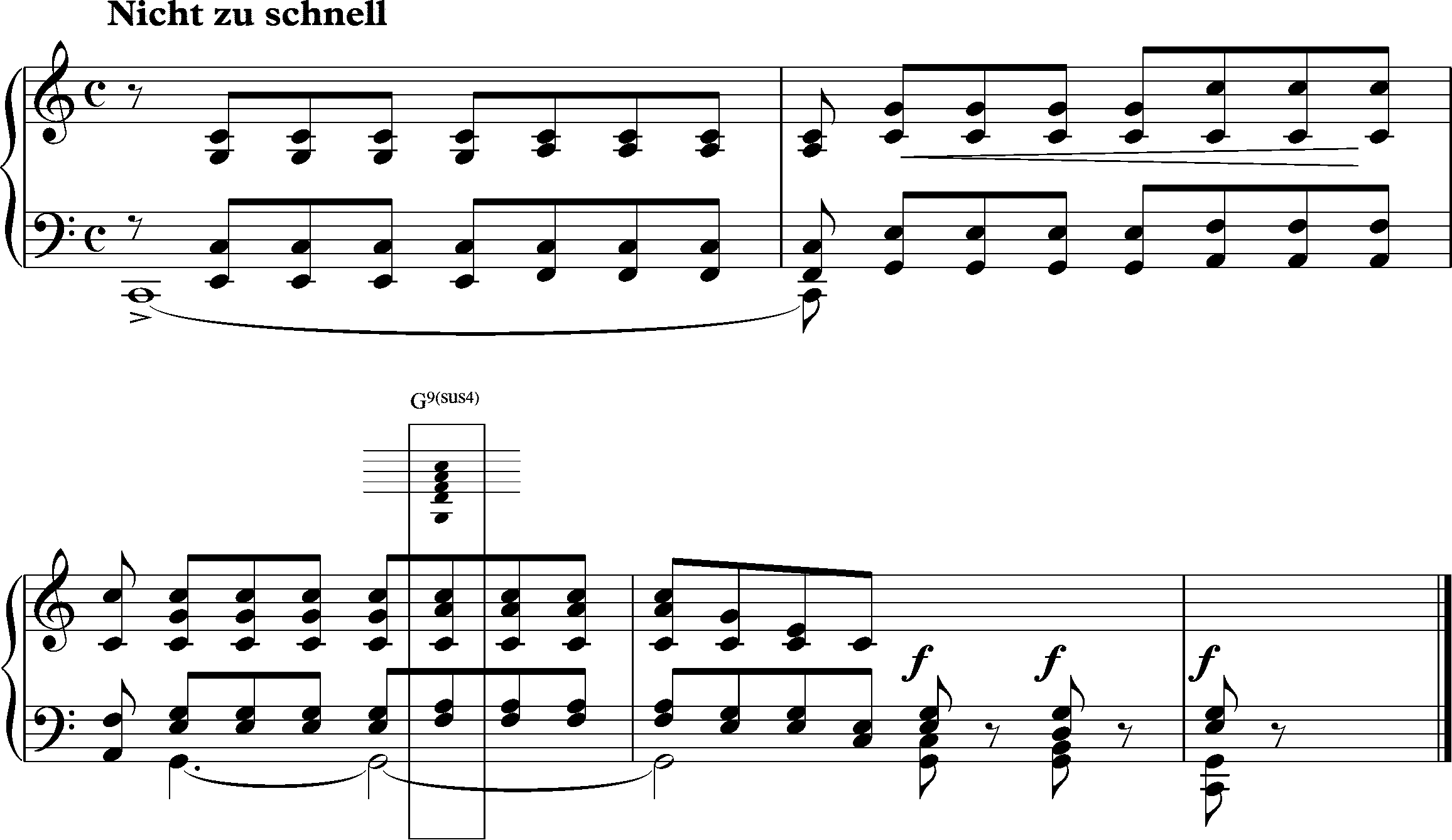
Schumann „Nie mam nic przeciwko”

Ostatnie takty Preludium do opery Wagnera Parsifal (1882):

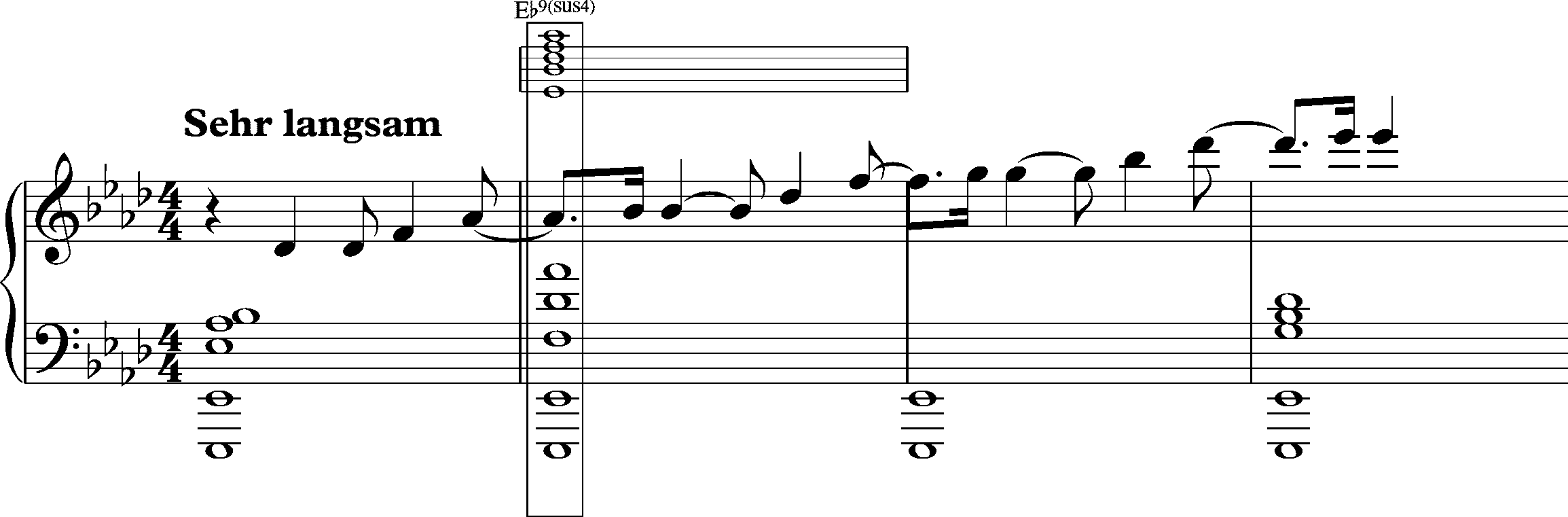
Wagner, preludium do Parsifala, takty końcowe

Pierwsza część Symfonii nr 7 Antona Brucknera :

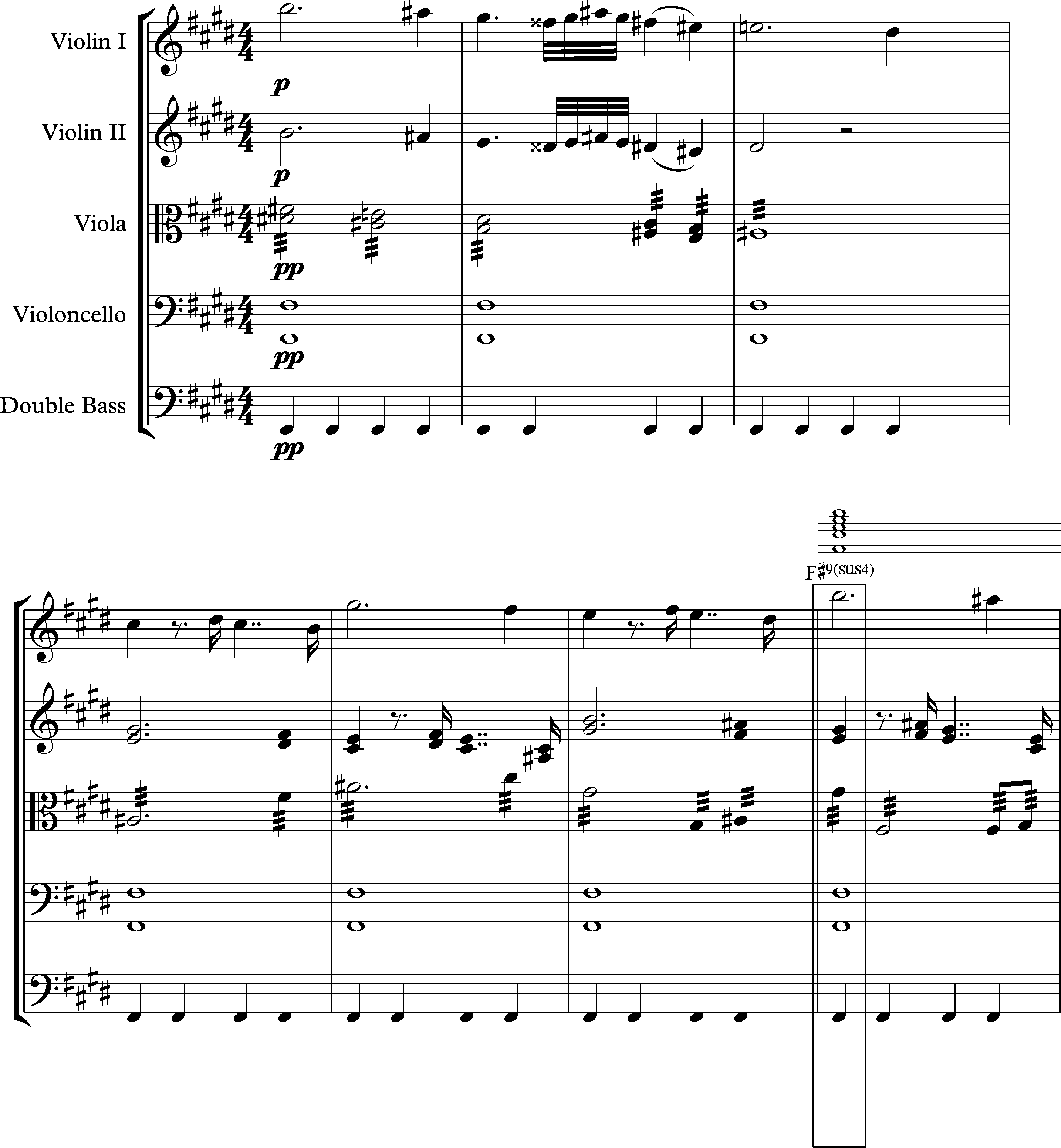
Symfonia Brucknera nr 7, część pierwsza, takty 103–109

## Zobacz także
- Skala bluesowa
- Triada gruzińska